# Solanum laxum
Solanum laxum Spreng., conosciuto in Italia con il nome volgare di gelsomino di notte, è una pianta rampicante sempreverde della famiglia delle Solanacee.
La specie, endemica dell'America meridionale, è diffusa in tutto il mondo in quanto coltivata come pianta ornamentale per i suoi fiori, bianchi, leggermente profumati a forma di stella con antere color giallo vivo, mantenendo tuttavia la tipica tossicità, se ingerito, delle piante appartenenti alla stessa famiglia a causa degli alcaloidi presenti.